# Буковина у Першій світовій війні
Буковина у Першій світовій війні  — під час Першої світової війни на території Буковини проводилися військові дії між Австро-Угорською та Російською імперіями. Протягом 1914—1918 років Буковина зазнала значних збитків, втрат і занепаду в економічній та інших сферах. Фактично цими землями проходила лінія фронту, що спричинило великі масштаби руйнування населених пунктів та зубожіння місцевого населення.

## Буковина в планах воюючих сторін
На початок війни Буковина стала предметом територіальних зазіхань  — Російської імперії та Румунського королівства, кожна з яких мала своє бачення подальшої долі регіону. Ця порівняно невелика територія стала ареною запеклих кровопролитних боїв і водночас завзятої дипломатичної боротьби між трьома сусідніми державами, кордони яких сходилися на Буковині.

### Герцоґство Буковина у складі Австрії
Габсбурги володіли Буковиною з 1774 року. За майже півтора століття перебування регіону у складі Австрійської імперії, він із спустошеного та депресивного перетворився на процвітаючу провінцію. Першу світову війну він зустрів у статусі окремого коронного краю — Герцогство Буковина.
За підсумками війни Австро-Угорщина прагнула зберегти та примножити свої володіння. За одним із задумів було розширити межі Герцогства Буковина за рахунок приєднання Хотинщини та Герцаївщини, і таким чином мало відбутися об'єднання усіх історичних буковинських земель. З цього приводу у статті «Кордони Буковини» в тогочасних місцевих друкованих виданнях «Czernowitzer Allgemeine Zeitung» та «Czernowitzer Tagblatt» зазначалося:
|  | ...Особливо важливе значення має для нас область, що носить назву «Хотинський повіт». Збільшення території Буковини за рахунок Північної Бессарабії - це не локальний чи провінціальний анексіонізм. Навпаки, це забезпечення дуже важливих економічних, політичних та культурних інтересів Буковини і всієї держави. Ця територія повинна виступати на сході імперії як своєрідний гвинт... Хотинський повіт по Липкани, Єдинці на півдні, по Атаки навпроти Могилева-Подільського на сході є природнім продовженням Буковини... |

Водночас, у разі реалізації планів щодо Сполучених Штатів Великої Австрії розглядалося включення всієї Буковини до складу окремої автономної української території (нім. Ost-Galizien).

### Наміри Російської імперії щодо Буковини
Ідеї національно-культурної спільності рутенів із російським народом, а пізніше — державно-політичну єдність із Росією активно пропагувалися через місцевих москофілів ще з сер. ХІХ ст.
Російська імперія розглядала Буковину, зокрема північну її частину, як під'яремну «Буковинську Русь», яку необхідно «визволити» і приєднати до своїх територій і заодно придушити тут будь-який український національний рух і припинити його «шкідливий» вплив на «малоросів» на території Росії.
8 листопада (21 жовтня) 1914 року в Царському Селі відбулася зустріч Миколи II з французьким послом Палеологом, на якій були порушені питання територіальних змін після перемоги. За свідченнями очевидців російський імператор заявив:
|  | ...Галичина і північна частина Буковини дозволять Росії досягти своїх справжніх меж – Карпат... |

Водночас, в доповідних записках впливового члена Державної думи Чихачьова Галицько-Буковинському генерал-губернатору Бобринському (жовтень-грудень 1914) зазначається:
|  | ...Російська державна влада визнає Східну Галичину і Буковину безповоротно приєднаними до Російської імперії. Мирний договір з Австро-Угорщиною повинен вирішити всі питання, зв'язані з об'єднанням російських земель. Кордони із боку Румунії в Буковині повинні відповідати сучасним етнографічним кордонам з необхідним корективами з метою стратегічної адміністративної зручності.... |

Остаточного рішення щодо адміністративно-територіального статусу Буковини у складі Російської імперії прийнято не було. Під час війни було утворено тимчасову адміністративно-територіальну одиницю — Галицько-Буковинське генерал-губернаторство. У майбутньому розглядалися різні варіанти — від включення північної Буковини як повіт до Бессарабської губернії до утворення окремої Чернівецької губернії із включенням до неї Хотинщини.

### Наміри Румунського королівства щодо Буковини
Румунське королівство як суверенна держава постала 1881 року на основі Об'єднаного князівства Волощини та Молдови (після здобуття незалежності від Османської імперії). Вважаючи себе правонаступником Молдавського князівства, розглядала всю Буковину як «свою історичну спадщину», та прагнула приєднання цих територій, без врахування етнічного складу місцевого населення, до своїх володінь.
Вирішення вказаного питання висувалося Румунією як одна з умов її вступу у Першу світову війну, і стало предметом довгих (до 1916) переговорів як із представниками Антанти так і Центральних держав.
Про вагання румунського вищого керівництва з цього приводу свідчить зміст розмови між Каролем I та лідером консерваторів Александру Марґіломаном (6 вересня 1914 р., у резиденція Пелеш, Сіная), під час якої останній наголошував:
|  | ...Якщо не буде дано гарантію «політичного статусу» для Семигороду і не запропоновано Румунії Сучаву з околицями, де покоїться прах Стефана Великого, то румуни не тільки не підтримають Росію, але й активно виступлять на боці Австро-Угорщини й Німеччини... |

Про триваючі австрійсько-німецько-румунських перемовини з Бухареста в Петроград доповідав (№ 383 від 09.09.1914) посланник Станіслав Покльовський-Козел:
Члени уряду не говорять про надані Австрією обіцянки за збройну допомогу Румунії, але мені відомо з цілком надійного джерела, що за останній час австрійський уряд пообіцяв особливий статус для Трансільванії і незначне виправлення кордонів в Буковині. Крім того, в разі перемоги Австрії і Німеччини Румунія повинна отримати Бессарабію з Одесою. Для того ж, щоб Румунія не боялася в майбутньому нашого сусідства, німецький уряд запевнив деяких тутешніх військових діячів в тому, що Румунія після війни буде відділена від Росії великим князівством Україна. Коли принц Карл покидав Німеччину, то імператор Вільгельм повторив йому згадані обіцянки і додав, що через двадцять років до Румунії буде приєднана і Трансільванія. Досі не помітно, щоб вищевикладені пропозиції зробили тут особливе враження, і побажання тутешньої громадської думки висловлюються на користь заволодіння румунськими областями Австро-Угорщини.
Пізніше, 18 вересня 1914 р. в Петрограді міністр закордонних справ С. Сасонов вручив румунському посланнику Георге Іону Діаманді ноту щодо визнання Російською імперією права Румунського королівства на окремі землі Австро-Угорщини, у якій, зокрема, йшлося:
В результаті переговорів, які ми вели, маю честь зробити вам наступне повідомлення.
Росія зобов'язується противитися будь-якому зазіханню на територіальний status quo протягом теперішніх її кордонів. Вона однозначно зобов'язується визнати за Румунією право приєднати до себе ті місцевості Австро-Угорської монархії, які заселені румунами. Стосовно Буковини принцип більшості населення повинен скласти основу територіального розмежування між Росією і Румунією.
Це розмежування буде здійснене після спеціальних досліджень на місці, для чого між міністерствами буде утворена комісія, якій буде дана інструкція, складена в тому примирливому дусі, який надихає обидва уряди.
Румунія займе згадані вище території, коли буде вважати це потрібним.
Росія потурбується про те, щоб зазначені вище зобов'язання були підтверджені лондонським і паризьким кабінетами.
Само собою зрозуміло, що ця декларація повинна триматися в таємниці до моменту анексії Румунією тих територій, про які йдеться.
Дипломатичні торги Румунське королівство продовжувала аж до 14 серпня 1916 року, коли румуни офіційно вступили у війну на стороні Антанти.

## Бойові дії на території Буковини

### Бойові дії в Буковинському операційному районі у 1914-1915 роках
Про можливість війни з Росією на Буковині, як і в усій Австро-Угорщині, час від часу зауважували, ще з другої половини ХІХ ст. Особливо активно про такий розвиток подій почали писати після 1908 р., коли австрійцями були окуповані Боснія і Герцеговина. Погіршення відносин між двома імперіями спричинило розгортання небаченої пропагандистської кампанії в Росії з вимогами: «Надати допомогу російському народу в Австро-Угорщині», «Звільнити „подьяремную Русь“ від німецького панування», «Повернути в лоно Росії „исконно русские земли Червонной Руси“ і т. д. Російська пропаганда вважала всіх русинів Австро-Угорщини росіянами, які нібито страждають під австрійською владою, потребують захисту з боку Росії і мріють про приєднання до неї.
Складовою частиною пропагандистської кампанії імперії Романових була підтримка своїх агентів у Австро-Угорщині — москвофілів. їм виділялися значні кошти через різні фонди і громадські організації, їх запрошували до Петербургу і Москви, де вони розповідали, як непосильно страждають під владою австрійців і як мріють про часи, коли Буковина, Галичина і Закарпаття увійдуть до складу Російської держави. На відміну від москвофілів, українські національні партії після 1908 р. твердо заявили, що у можливій майбутній війні підтримають Австро-Угорщину, будуть добиватися утворення окремого українського коронного краю в складі Габсбурзької імперії, а Наддніпрянська Україна в результаті поразки Росії має стати незалежною Українською державою.
Австрійська влада завжди з підозрою ставилась до москвофілів. Але після 1908 р. значно активізувалась у боротьбі з ними. З 1909 р. адміністрація Буковини і Галичини щоквартально надсилала повідомлення про стан москвофільства і москвофільської пропаганди. Почались переслідування москвофілів за антидержавну діяльність. Це ще більше викликало шквал російської пропаганди.
Таким чином, конфлікт навколо західноукраїнських земель та місцевого русинського населення між Росією та Австро-Угорщиною став складовою частиною загального глобального конфлікту, який привів до початку Першої світової війни. Оцінюючи настрої буковинців на початку війни, слід зазначити, що вони були типові для всього населення імперії. Домінувала впевненість, що ворога буде розгромлено, і Австро-Угорщина разом із своїми союзниками переможе. Однак ситуація мінялася дуже швидко, а разом із нею і настрої. Буковина відразу і протягом усієї війни вважалася прифронтовою зоною. Бої тут розпочалися з перших днів і одразу ж викликали паніку в прикордонних селах та непереборну цікавість решти жителів. Населення повільно звикало до воєнної дійсності.
Серпень 1914 року — перший місяць європейської війни. На Заході німецькі війська починають наступ на Париж. На Сході російські армії, не завершивши мобілізаційного розгортання, переходять у наступ проти Німеччини в східній Пруссії, де наприкінці серпня зазнають нищівної невдачі. Одночасно з діями у східній Пруссії почалася найбільша стратегічна наступальна операція Південно-Західного фронту російської армії в Галичині, на території союзника Німеччини — Австро-Угорщини, що отримала згодом назву Галицької битви.
6 серпня на сході від Чернівців спалахнули прикордонні бої. А 23 серпня зранку під селами Раранче (тепер с. Рідківці) і Магала відбулося перше велике боєзіткнення між австро-угорськими і російськими військами. Розбиті російські частини поспіхом відступили углиб Бессарабії. Хоча австрійські війська і перемогли у тому бою, Чернівці однак були приречені на ворожу окупацію. Причиною тому були невтішні для австро-угорського командування результати т. зв. Галицької битви. Росіяни своїм ударом зі сходу порушили австро-угорцям увесь план ведення кампанії на північному сході монархії. У той саме час, коли вони наступали у Люблінській і Холмській губерніях, російські війська зі сходу переважаючими силами неупинно заглиблювався у Галичину, де росіяни мали над австрійцями подвійну перевагу в силах. Відступ на захід австро-угорських військ на східногалицькому фронті загрожував Буковині. Логічним наслідком стратегічного прорахунку австро-угорського Вищого командування (ц. і к. AOK.) на Сході — неготовність прикрити Буковину і її столицю. Події на австро-російському фронті чітко засвідчили, що головні зусилля Австро-Угорщина і Росія приклали у східній Галичині, де відбувалася велика Галицька битва. Наприкінці серпня усі військові підрозділи ц. і к. армії залишили Буковину. Війна одразу викликала біженство населення. Це явище завжди перебувало у прямому зв’язку з подіями на фронті. Частина населення Черновіц і краю почала поспіхом утікати ще 23 серпня. Наприкінці серпня – початку вересня біженство набуло значно більших розмірів. Панічний жах охопив населення Чернівців, коли воно дізналося, що насуваються росіяни. Головною причиною величезної паніки серед людей був страх перед російським диким насильством, що, вважалося, не минеться. Особливо такою перспективою були налякані юдеї. Наступна масова хвиля збігців виникла наприкінці листопада – на початку грудня 1914 р. у зв’язку з черговим російським наступом. Для опіки над збігцями 10 вересня у Відні був створений комітет. Державні табори для вимушених переселенців були закладені поблизу міст Унґаріш-Градіш, Брук на Лайті, Енцерсдорф, Ґрьодіґ, Лайбніц, Меріш-Острава, Оберголлабрунн, Вольфсберґ, Ґмюнд. Для зручності людей табори формувалися за національною ознакою.
2 вересня 1914 р. близько 18 години, після короткої процедури передачі, здійсненої бурґомістром Сало Вайссельберґером, частини 8-ї російські армії генерала від кавалерії Брусілова зайняли крайову столицю Буковини м. Чернівці. 1 вересня підполковник Едуард Фішер очолив командування усіма нереґулярними збройними формуваннями у Буковині. А через 10 днів він одержав письмовий наказ ц. і к. AOK. розпочати у краї “малу війну” як на фронті, так і у запіллі росіян. Ця нерівна боротьба без будь-якої допомоги з боку армії почалася вже з 2 вересня місцевими силами. Імовірне просування росіян через неприкриту Буковину швидко вивело б їх у Верхню Угорщину і Семигороддя, тобто, у стратегічне запілля ц. і к. армії і це було би поразкою Дунайської монархії вже на самому початку війни. Зазначимо, що на буковинських карпатських перевалах не існувало жодного укріплення, де можна було б затримати противника. Підполковник Фішер отримав від командування армії повну самостійність у виборі дій. Спираючись на бійців крайової жандармерії і створені добровольчі батальйони, складених переважно з буковинців і мешканців Покуття, він організував імпровізовану оборону Буковини. На той час така форма збройної боротьби була досить рідкісним явищем. За живого чи мертвого Фішера російська окупаційна влада обіцяла високу винагороду. Група підполковника Фішера, що отримала тоді назву “Буковинська група Фішера” (“Bukowinagruppe Fischer”) мала наказ усіляко притягати на себе увагу противника. Не маючи жодної бойової гармати і кулемета (проте переконав ворога, що він таки їх має), його батальйони 20 жовтня звільнили Чернівці з першої російської окупації. Ця зовсім неочикувана новина з Буковини, в той час, коли військове щастя відвернулося від австро-угорської армії, виявилася для офіційного Відня неймовірною. За цей бойовий успіх Едуард Фішер був підвищений до полковника. Вже невдовзі за його ініціативою додатково були створені добровольчі Гуцульський і Румунський батальйони. 27 листопада о 14 год. 30 хв. російське військо вдруге зайняло Чернівці. Цей вступ супроводжувався погромами і пограбуваннями. Лише 30 листопада, з поверненням т.зв. “Черновицкого губернатора” С. Євреїнова, “це небажане явище було майже припинене”. Відступивши на південь, 8 батальйонів полковника Фішера до 4 грудня закріпились на лінії Гадікфальва – Радауц – Стража. 2 січня 1915 р. становище на буковинському фронті загострилося. Російські війська вийшли з позиційного сидіння на р. Сірет і рушили углиб Буковини у бік Карпат. У цей час “Буковинською групою Фішера” командував вже новий командир – майор Даніель Папп, який очолив її в складний час. Російські війська намагались прорватись через перевал Мєстєкенєшть (1099 м), але їхній фронтальний наступ захлинувся. Тоді вони вирішили обійти укріплений перевал, намагаючись дістатися долини Бистриці через перевал Лучина (1590 м). Але і там просунутись далі вони не змогли. Важкі бої точилися у горах південній Буковині, але ХХХ армійський корпус росіян, не зважаючи на усі старання, так і не спромігся здолати карпатську оборону австро-угорців.
17 лютого 1915 р. внаслідок успішного просування австрійців у південно-східній частині Галичини, російські війська без опору здали Чернівці. Перед відступом вони ґрунтовно та безкарно пограбували місто. З цього приводу єдиний у місті часопис, що відновився, „Czernowitzer Allgemeine Zeitung [Архівовано 20 липня 2018 у Wayback Machine.]“, опублікував довгий перелік закладів, що понесли значні збитки за час російської присутності.На відміну від жовтня 1914 р., ц. і к. війська ввійшли у місто без помпезностей. Т.зв. “Карпатською зимою” завершилася значуща фаза великих боїв 1914-1918 рр. на Східноєвропейському ТВД. Завдяки вчасній німецькій допомозі ц. і к. армія подолала кризовий період зимової Карпатської кампанії 1915 року і, як наслідок, австрійський фронт встояв. В умовах, коли вирувала Карпатська битва флангове розташування “Східного” угруповання ц. і к. армійська група генерала кінноти К. барона фон Пфлянцер-Бальтіна (k.u.k. Armeegruppe Pflanzer) на фронтовому відтинку від Залєщиків до району поміж Дністром і Прутом вимагало особливих заходів оборони. Тим паче, що противник вже проявляв помітну активність під м. Черновіц і у районі м. Залєщикі. У березні бойова діяльність відбуввлася у буковинсько-бессарабському прикордонні. Слабкість південного флангу російського Південно-західного фронту генерал від артилерії Іванов компенсував створенням III кк. генерал-лейтенанта ґрафа Ф. Кєллєра. Туди невдовзі підтягнувся ще XXXII клорпус державного ополчення генерала від інфантерії І. Федотова. IОчикуючи неминучий спалах важких боїв на крайньому правому фланзі фронту ц. і к. армійської групи (АГ) генерал кінноти К. барон фон Пфлянцер-Бальтін, не гаячи часу, почав спішно посилювати східне угруповання в Буковині. 21 березня війська правого крила АГ генерала кавалерії К. барона фон Пфлянцер-Бальтіна, маючи завданням утвердитись поміж Дністром і Прутом, відкинуло росіян на лінію буковинсько-бессарабського кордону. З 26 березня вони намагалися відновити попереднє становище, однак цього зробити їм не вдалося. У бою на Дністрі 4 квітня у нерівному бою отримав поранення і потрапив у російський полон майбутній Президент Югославії воднік Йосип Броз, який воював у лавах Аґрамського 25-го домобранського піхотного полку. 16 квітня на буковинському фронті вдруге з’явилися польські леґіонери, які після важких карпатських боїв були зведені у II бригаду ЛП. Наприкінці квітня 1915 р. у південно-східній Галичині і північній Буковині спостерігалося відносне затишшя, що час від часу порушувалося перестрілками і артилерійськими двобоями. В буковинському операційному районі бойова пауза тривала до середини травня.
Навесні-початку літа 1915 року м. Чернівці надалі було прифронтовим містом. Хоча ініціатива на південному фланзі російського Південно-Західного фронту і перебувала в руках австрійців, лінія фронту там двічі змінювала свою конфігурацію, то наближаючись, то відсуваючись від крайової столиці Буковини. 6 квітня інженерні батальйони відновили рух по висаджених мостах через Прут біля Чернівців за допомогою тимчасового настилу.
Починаючи з 16 квітня, авіація 9-ї російської армії здійснювала майже щоденні напади на Чернівці. Лише за даними на 28 квітня, на Чернівці і околиці було скинуто 22 бомби, щоправда, лише 6 з них привели до вибухів. Ці повітряні напади ворога, як виявилося, завдали більше матеріальної та моральної шкоди мирному населенню, ніж армії.
Від 24 квітня 1915 року на заході Галичини готується великий прорив Російського фронту і там невдовзі розпочався т.зв. "Горлицька офензива" союзних військ, що мала прямий вплив на черговий спалах бойових дій на буковинському фронті. Для сковування військ противника ц. і к. АГ Пфланцер-Бальтіна, районом дій якої був терен східної Галичини і Буковини, розгорнула демонстративні дії на обраних ділянках фронту. 8 травня австро-угорці вступили у м. Заліщики, захопивши перед тим у противника мостовий причілок на правому березі Дністра. А вже 9 травня російська 9-а армія, незважаючи на поразку у Галичині, за наполяганням Ставки Верховного головнокомандувача, розпочала наступ на укріплені позиції австро-угорців в Буковині і у південно-східній Галичині. Підготовка противника до наступу не стало таємницею для австрійської розвідки. Російські штаби зловживали радіопереговорами, що дало австрійцям добру нагоду дізнатися про усі основні рішення командування 9-ї армії і навіть про результати її місцевого успіху, який зовсім не вплинув на хід Горлицької операції союзних військ.  Після запеклих боїв у прикордонні 14 травня буковинський фронт змістився і твердо встановився від м. Вашкоуц н/Ч. до румунського кордону по правому берегу Прута. Успіх задністровського наступу російська пропаґанда подавала суспільству так, наче він вирішував долю цілого фронту в Галичині. Між іншим, становище росіян в Галичині одразу почало набувати катастрофічних ознак. З цього приводу ще 10 травня начальник штабу Південно-Західного фронту генерал-лейтенант В. Драгомиров поділився своїми міркуваннями з начальником штабу Ставки генералом від інфантерії М. Янушкевичем. “Стратегічне становище наше, – сказав він, – зовсім безнадійне … До часу відновлення нашої армії слід відмовитись від серйозних воєнних дій …”. Російський наступ у південно-східній Галичині і північній Буковині був здійснений, коли російський т.зв. “Поход через Карпаты в Венгрию” зазнав остаточного провалу, коли в наслідку вдалого Ґорлицького прориву на початку травня 1915 р. союзних німецької та ц. і к. армій відбувалося безладне, з людськими і матеріальними втратами т.зв. “Великое отступление” Російської імператорської армії з Галичини. Саме небажання головнокомандувача Південно-Західного фронту генерала від артилерії Ніколая Іванова віддавати XXXIII корпус в район дій вщент розгромленої 3-ї армії, стало причиною появи його наказу про перехід 9-ї армії у наступ, хоча цей наступ не відповідав стратегічній доцільності. Метою російського наступу на Дністрі було будь-що збити з місця на той час вже ц. і к. 7-му армію генерала кінноти К. барона фон Пфлянцер-Бальтіна і заштовхнути її назад у Карпатські гори.
У цей період війни Росія на дипломатичному рівні намагалася залучити Румунське королівство на бік Антанти. Проте румунські політики добре зорієнтувались у політичній ситуації навколо вступу Румунії у війну і тому сміливо вийшли за межі підписаної російсько-румунської конвенції від 1 жовтня 1914 р. про принципи майбутньої анексії східних австро-угорських земель. Йдеться про Буковину і Семигород. Ця конвенція не зобов’язувала Румунію до жодних дій. 18 квітня 1915 р. румунський голова Ради міністрів і водночас воєнний міністр І. Бретіяну повідомив російському послу С. Поклєвскому офіційну позицію щодо Буковини. Румунія вимагала Буковину з м. Чернівці по р. Прут включно. І 21 червня Росія пообіцяла, що задовольнить бажання Румунії за умови, якщо остання не пізніше ніж через 5 тижнів від дня отримання заяви російського уряду з цього приводу оголосить війну Австро-Угорщині. Однак Румунія далі продовжувала звичну політику зволікання. З військового боку на той час румунська армія не була підготовлена до вступу у війну.
На фронті в Буковині, який незмінно пролягав вздовж р. Прут, російські війська здійснювали демонстративні дії та обстрілювали з гармат нижні квартали м. Чернівці, переважно район залізничного вокзалу, викликаючи серед населення паніку. 17 травня російська артилерія обстріляла і район резиденції буковинських митрополитів. 19-20 травня запеклі бої спалахнули коло містечка Вашківці і селами Дубівці та Бояни. Під час спроб захопити мостовий причілок під Дубівцями війська ІІІ кінного корпусу генерал-лейтенанта графа Келлєра неодноразово гнали наперед євреїв з громад Кіцманського повіту. Однак захопити австро-угорське укріплення, навіть у такий ганебний спосіб, росіянам не вдалося. У червні 1915 року, внаслідок успішних бойових дій союзників у східній Галичині, зокрема північніше м. Калуш, усі успіхи росіян у станіславсько-чернівецькому операційному районі були зведені нанівець. 7 червня союзні війська звільнили з окупації с. Станіслав (тепер івано-Франківськ). Зваживши на небезпеку, противник спішно відтягнувся з коломийського району. Через 2 дні війська 9-ї армії були збиті з лінії Городенка – Обертин – Отиня і відступили до містечка Кіцмань, поблизу якого 9 червня відбулось запекле боєзіткнення. Росіяни спішно відходили за Дністер та в бессарабському напрямі, водночас спалюючи, грабуючи населені пункти та уганяючи силоміць до Росії чоловіче населення. 10 червня після артилерійської підготовки розгорнули наступ також війська правого флангу ц. і к. 7-ї армії генерала кавалерії К. барона фон Пфлянцер-Бальтіна, який мав два мостові причілки (Brückenkopf) на лівобережжі Пруту біля с. Дубівці і м. Чернівці). Зокрема, під Чернівцями бій, розпочавшись о 5 год ранку, тривав 17 годин. Пізно ввечері росіяни опустили Садаґуру. За австрійським даними від 12 червня, росіяни залишили останні позиції в Буковині і відступили на державний кордон. Бойові дії змістилися у буковинсько-бессарабське прикордоння, фактично на кордон між Австро-Угорщиною і Росією. І там розгорнулися запеклі бої, кульмінацією яких стала “Ракітна”. 12 червня на крайньому південному фланзі Північно-східного фронту розпочалася демонстративна “Бессарабська офензива” ц. і к. 7-ї армії. 13 червня відбулася славнозвісна кінна атака польської кінноти на укріплену позицію росіян під с. Ракитна (тепер с. Роки́тне Чернівецького р-ну Чернівецької обл.).Ця героїчна за виконанням атака не була узгоджена з піхотою, а тому виявилася незавершеною. Однак росіяни вночі всеодно відступили, оскільки мали відкритий правий фланг. Нетривале “окопне сідіння” у прикордонному російському терені завершилося 15 червня і австро-угорці повернулися на висхідні позиції. Бойові дії очикувалися на австрійському прикордонному терені. Після завершення першого етапу Горлицької операції у Галичині (після оперативного прориву Російського фронту) наступ союзників невпинно продовжувався. 20 червня ц. і к. 7-а армія отримала директиву забезпечити праве крило “Цісарської Німецької Південної армії” і надійно прикрити Чернівецький операційний район. 14 червня генерал від інфантерії Лєчицький отримав наказ фронтового командування надійно забезпечити район Дністра від р. Сівка до Хотіна і у напрямі м. Могильов-Подольский, водночас “разбить противника, действующего в районе Залещики – Черновицы”. Вже невдовзі росіяни повели атаки на різні ділянки австрійських позицій. Однак після невдалих боїв на буковинському фронті штаб російського Південно-західного фронту дійшов висновку, що австро-угорське угруповання у Чернівецькому операційному районі значно посилилося. Це вплинуло на подальше рішення командування 9-ї армії відмовитися від продовження наступу. Війська були відведені на висхідну. На буковинському фронті почалося "Позиційне сидіння".
7 жовтня 1915 року російська авіація завдала по Чернівцям найсильнішого повітряного удару. П'ять аеропланів скинули на місто 23 бомби, 7 з яких були запальні. На цей напад австрійці відповіли бомбардуванням 19 листопада об'єктів у Липкань, де розташовувався російський аеродром, з якого неодноразово відбувалися повітряні напади на Чернівці.
Тож, у середині червня 1915 австро-угорські війська міцно закріпилися у буковинсько-бессарабському прикордонні, де аж до початку літа 1916 року ЛБЗ не змінилася.

### Бойові дії в Буковинському операційному районі у 1916-1917 роках
Третій наступ Російських військ відбувався вже заміною генерала Іванова Брусиловим. Генерал від артилерії Іванов був популярний серед вояків, але царська Ставка вирішила його усунути від командування фронтом. Навесні 1916 року Брусилов змінив його в штабі Південно-Західного фронту в Бердичеві.
4 червня 1916 р. почався російський наступ, відомий під назвою „Брусиловський прорив“. Не втримав переважаючого ворога 12 червня австрійські війська відступили за Прут, де планувалася подальша оборона краю. 14 червня почався штурм позиції на підступах до Чернівців, На вечір 13 червня корпуси 9-ї армії генерала від інфантерії Лєчицького заглибилися в тактичну оборону австро-угорців на правому крилі на 15 км, а у центрі на 50 км, маючи лівий фланг майже на місці. Але цей гучний успіх коштував росіянам велику ціну (не менше 30 тис. бійців, тобто близько 17 % від загальної кількості бійців). Протягом 13—17 червня на підступах до м. Чернівці у районі с. Стара Жучка відбулася надзвичайно запекла боротьба. В результаті російських артобстрілів у с. Денесівка не залишилося жодної вцілілої будівлі, а траншеї північного фасу мостового причілку були так „зорані“ артвогнем, що вже не могли слугувати укриттям. Під завалами траншей багато захисників мостового причілку полягло мученицькою смертю. 18 червня росіяни захопили Чернівці, названі за неприступність „другим Верденом“: суцільний залізобетон, джунглі колючого дроту з пропущеним струмом, артилерія аж до калібру 305 мм. У ході наступу 9-та армія росіян взяла у полон 1246 офіцерів і 50959 солдат противника. До кінця червня — початку липня російські війська захопили майже всю Буковину. Фронт змістився у Карпатські гори, де росіяни разом із румунськими військами почали запеклі бої, але успіху не досягли і перейшли до позиційної війни. а 9-та армія генерала П. Лєчицького 11 серпня взяла без бою м. Станіслав. На середину серпня наступ російських армій припинився. 9-та армія зупинилася на смузі Станіслав — Кімполунґ.
Наступальна операція військ Південно-Західного фронту завершилася. Вона тривала понад сто днів. Австро-угорська армія в Галичині і Буковині в оборонній битві зазнала поразки. Її загальні втрати склали близько 1,5 млн бійців. Тільки полоненими російські війська взяли 8 тис. 924 офіцери і 408 тис. вояків. Були захоплені 581 гармата, 1795 кулеметів, близько 450 бомбометів і мінометів. Втрати російських військ склали близько 500 тис. бійців. Однак бажаного перелому у війні наступом на Південно-західному фронті — на Волині, східній Галичині і Буковині російському командуванню не вдалося.
Після провалу наступальної операції військ Південно-західного фронту — т. зв. „Наступление 18 июня“ у Галичині 1917 року союзні німецька і австро-угорська армії 19 липня перейшли у контрнаступ і без особливих зусиль прорвали російський фронт. Успіх союзників був вражаючим. Тактична поразка 19 липня обернулася оперативним розгромом 11-ї армії росіян, а 21-го — катастрофою Південно-західного фронту. 3 серпня 1917 р. крайова столиця Буковини м. Чернівці були визволені з трєтьої російської окупації.
Під впливом революції в Росії наприкінці листопада 1917 р. на фронті почалися переговори про припинення воєнних дій. 8 грудня було укладено угоду про перемир'я між 8-ю російською і 3-ю австро-угорською арміями, а 9 грудня — на Румунському фронті (Фокша́нська угода). З набуттям чинності цієї тимчасової угоди на фронті припинилися будь-яка бойова діяльність. До цієї угоди приєдналася і королівсько-румунська армія.

## Повсякденне життя мешканців Буковини в умовах війни
В умовах Першої світової війни повсякденне життя буковинців зазнало значних змін. Виникло чимало нових моральних переживань, економічних та побутових проблем. Одним із нових явищ повсякденності стала поява російських окупаційних військ і певний комплекс особистісних відчуттів населення, пов'язаних з оцінкою поводження окупантів (солдатів, офіцерів, представників адміністрації), ставленням до їхніх дій, формуванням відносин із ними.
В сучасній українській історіографії досить однобоко і викривлено подають взаємини між місцевим населенням західноукраїнських земель і російськими окупаційними військами в умовах Першої світової війни. Зокрема, традиційним стало твердження, що нібито русинське населення Галичини і Буковини в масі своїй зустріло прихід російської армії позитивно, що нібито російські війська поводились на окупованій території ледве не ідеально.
Слід зауважити, що найбільш цінними джерелами, для висвітлення повсякденного життя населення є спогади місцевих жителів, а вони, як правило, російськими істориками використовуються недостатньо.
Існуюча на Буковині напередодні війни мізерна промисловість була частково вивезена австрійською владою або зруйнована ворогом. Запаси сировини і товарів були реквізовані на військові потреби. Сильно постраждало і сільське господарство. Поля з часом були зриті окопами, коні, зерно, худобу і сільськогосподарський реманент реквізовані Селян було відірвано від господарства і покликано до війська. Мобілізація, за деякими даними, поглинула майже 200 тис. чоловіків, що привело до початку руйнації продуктивних сил краю.
Багато жителів Буковини через бойові дії були змушені полишати рідні домівки. Чимало буковинців, запідозрених у москвофільстві, зраді чи заграванні з ворогом було вислано австрійською владою в спеціальні табори у Талергоф і Вольфсберґ. Ті жителі, що залишалися в Буковині піддавалися насильству, грабунку з боку російської армії.

Відомий громадський діяч, священник К. Балицький згадував:
Яке те прикре вражінє робило, як селяни з своїм усім добром втікали. Жінки, діти, корови, коні, вівці, фіри з міхами, скринями, річами. Усе те з'їхало до міста. На полях повно худоби, по школах людей розмістили. Який страшний бій кипів, як все летіло дивитися здалека, як то виглядає. Усе місто майже злягло на узгір'я черновецькі і приглядалося.
Під час війни змінилось життя дітей. Коли пішли в армію батьки і старші брати, дитинство для багатьох підлітків закінчилось: вони змушенні були долучитися до виробничого процесу в селянських господарствах або йти на роботу по найму на заводи й фабрики, заміняючи там мобілізованих чоловіків. Багатьом дітям, які втратили батьків на фронті, під час масових переміщень (біженства) та через інші обставини воєнного часу, довелося зазнати гіркої долі сирітства. Як правило, це стосувалося вихідців із бідних селянських і робітничих родин.

Важко населенням сприйняло появу перших поранених.
Страшне, пригнобляюче вражінє робило привезеннє ранених Руською улицею. Стільки ранених, кров, каліцтва, муки ранених, все те викликає величезне співчуття. Хто чим міг допомагав. Виношувано чай, воду з соком, игара, горівку, ріжні наливки та закуски і обдаровували без розбору».
— писав той же мемуарист. Наступ російських військ містяни Чернівців сприймали, як особисту трагедію і катастрофу. Найперше постало питання: залишатися на місці чи втікати від ворога вглиб Австро-Угорщини. Для багатьох ця проблема була дуже непростою і над нею вони думали не один день. Українські громадські діячі в переважній більшості полишили рідний край, розуміючи, що репресії російської влади найперше торкнуться їх. Один із лідерів українського руху на Буковині О. Попович згадував:
…я сиджу 28 серпня 1914 року як щодня, в моїм бюрі в Чернівцях. Входить товариш, що служив тоді при анітетах, на балачку. Балакаємо про війну. Нараз питає мене: «Чому не виїзджаєте з Черновець?» «Або що, чи тут небезпечно?» — питаю. «Не знаю», — каже, — «але те певне, що панове будуть перші, яких заберуть москалі, коли дістануться до Черновець»… Ми розпрощалися, а я, міркуючи з тону його бесіди, що щось недобре, замовив два фіякри, спакувався й поїхав із жінкою та з найменшими дітьми до Кам'яної, де згадав ждати, що далі буде. За тиждень був я вже на Угорщині.
Перша світова війна суттєво вплинула на стан Буковинської православної церкви і національно-політичні орієнтири її кліру. З перших днів оголошення війни керівництво автономної Буковинсько-Далматинського митрополії і переважна більшість буковинського парафіяльного духовенства на офіційному рівні демонстрували свою відданість Габсбурґам і висловлювалися в підтримку австрійської політики. Частина православних священників симпатизувала Росії. Найбільш лояльними до Австрії були клірики проукраїнської орієнтації. Австрійська влада намагалася ізолювати священників із проросійськими поглядами. Зокрема, чималу кількість кліриків-момквофілів було інтерновано у табір біля м. Талергоф. Під час бойових дій священики, які залишилися у Буковині, страждали разом із населенням від свавілля російської вояччини. Тажким тягарем на православне духовенство і релігійний фонд лягли австрійські військові позики. У церквах реквізувалися дзвони. Багато православних храмів в ході війни були пошкоджені. Деякі з них були навіть зруйновані. Російське командування видавало накази, які зобов'язували російських солдат гуманно ставитися до мирних жителів окупованих районів Галичини, Буковини та Закарпаття. Саме цими наказами й оперують російські історики, прагнучи зобразити російську окупацію доброзичливою і м'якою. Але насправді російські солдати мало зважали на такі накази та й місцеві жителі ніколи не вбачали в них визволителів.
Факт окупації росіянами Буковини у 1914-1915 і у 1916-1917 роках зовсім не означав втрати Австрією суверенітету над частиною своєї території. Противник був зобов’язаний забезпечити на окупованих територіях громадський порядок і одночасно поважати існуючі там місцеві закони. Заборонялося захоплювати заручників, чинити сваволя, змушувати населення присягати на лояльність чи давати свідчення військового характеру, мали поважатися честь особи, сімейні права, релігійні переконання, а конфіскації, плюндрування приватного або громадського майна не допускалося. Особливість режиму окупації полягала у тім, що виникали лише тимчасові правові наслідки як для окупаційної влади, так і для населення захопленої території. Проте окупанти повели себе інакше. “Освобождение подъяремной Руси” (ідеться про східну Галичину, Буковину і Закарпаття) від т.зв. “немецко-еврейского засилья и гнёта” здійснювалось з грубим порушенням громадянських прав населення. З початку окупації у Буковині відразу було обмежене право населення на вільне пересування без спеціальних перепусток, в’їзд та виїзд з краю (на Буковину поширювалися Тимчасові правила в’їзду і виїзду з Галичини осіб з губерній Російської імперії, виїзду з Галичини і пересування у межах Галичини). Було запроваджено заручництво, примусове виселення в Росію людей під тавром “неблагонадійних”, “шкідливих” або “підозрілих” осіб.
Війна завдала краю руйнувань і злиднів. Населення скоротилося. Значне погіршення умов повсякденного життя спостерігалося у тій частині Буковини, що була найбільш наближеною до бойової лінії. Особливо це стосувалося гірських повітів, де люди потерпали від голоду. Потреба населення у хлібі і до війни забезпечувалася там за рахунок довозу. У Чернівцях продовольче становище виглядало кращим, оскільки столиця Буковини перебувала поза вогнищем боїв. З Росії реґулярно завозилося продовольство, яке продавалося міщанам за помірними цінами. Було відкрито 10 кухонь, які забезпечували щоденним обідом понад 12 тис. чол. Їх утримання щоденно коштувало маґістрату 2 тис. крон. Але, оскільки кількість збіднілих щодня зростала, то було відкрито ще 3 кухні, де одноразове харчування отримувало від 3600 до 4800 чол. Їх відкриття коштувало міській владі не менше 2400 крон. Спроби російської окупаційної влади організувати господарське життя носили фрагментарний характер і зводилися лише до задоволення потреб військових та частково місцевого населення. Можна вважати, що як національно-культурне, так і економічно-фінансове життя у окупованій росіянами частині Буковини припинилося.
“Чисельні арешти абияк підозрюваних, захоплення заручників, як правило, відбувалися пізно вночі. Кожний втратив тоді почуття особистої безпеки”, – таку безрадну оцінку становища в окупованому росіянами місті дав пастор чернівецької еванґельської громади о. В. Ґлондіс. А жахи насильства над єврейською частиною населення з боку козаків перейшли всі уявні межі. Щоб якось уберегтися від російських погромів, євреї почали виставляти у вікна своїх помешкань ікони. Приклад цьому дали християни, іконами показуючи, що це не єврейське помешкання.  Заборона усього українського і повне зросійщення українського народу – такою була російська політика на окупованих територіях. Підтвердженням цього була заява Бобринського: “Я буду вводить тут русский язык, закон и строй”. Характеризуючи таку політику, буковинський політичний діяч О. Попович писав: “Зачалася славна господарка російських чиновників і попів серед нашого народу, щоби зробити за ”адін час” з Українців ”адін народ” з Москалями по мові й по вірі”. І не дарма російський правник, політик і публіцист О. Ізгоєв звинуватив шефа МВС Н. Маклакова у тому, що той наслав на окуповані території “отборных своих чиновников, опозоривших там русское имя”. Російські військові підрозділи, а особливо козаки, встигли порядно скомпрометувати “русское дело”. Незважаючи на накази командувача армії генерала від кавалерії О. Брусилова, пограбування в краї не припинялися. Відступаючи влітку 1915 року з Буковини, російські вояки пошкодили залізничний відтинок Веренчанка – Вікно, декілька мостів, спалили станції Чуньків та Заставну. Садаґуру вони не спалили, натомість ґрунтовно пограбували. Привидом служили обшуки на предмет наявності телефону, шпигунів і особливо жандармів. Цілком зрозуміла позиція українського часопису “Народний Голос”, що обурювався з того, що “Czernowitzer Allgemeine Zeitung” висвітлювала злочини росіян переважно проти буковинських румун в той час, як “російська вояччина своєю поведінкою проти українців зовсім не вирізнялася від поведінки щодо румун”. Протягом 1915 р. “Народний Голос” намагався докладно розповідати про знущання та звірства російських військ над українським населенням у межиріччі Дністра і Пруту.

Безперечно, пограбування та неадекватне поводження російських солдатів наганяли особливого страху на людей. Пограбування як селянських господарств, так і великих землевласників, підпали, потрави ланів стали звичним явищем. Декан греко-католицької церкви у Чернівцях К. Костецький записав у своїй «Хроніці»:
Козаки і солдати реґулярних військ грабували не тільки склепи, але по ночах нападали на доми приватних людей і жадали «водки» і «дєнгі». Єсли хто увідомляв, що немає ні водки, ні дєнгів, то тогди они самі перешукували хати і комори, стрихи і пивниці, і що їм подобалося, забирали з собою.
І. Бажанський зазначав:
Тепер настала для Вашківців страшна година. Що не знищили гарматні московські кулі, то знищили і зрабували самі москалі. Наче яка повінь ввалили вони до міста, рабуючи та розбиваючи все по хатах та знущаючись над жінками і дівчатами. Найбільше потерпіли жиди від москалів, а особливо від козаків.
Покращення наступило тільки після Лютневої революції в Росії, коли адміністрацію очолив Д. Дорошенко. Він мав певний конфлікт з О. Геровським, який прислужився російській окупаційній владі ще напочатку війни, усунув його з губернської адміністрації, намагався залучати до управління краєм українців.
Буковинці були вражені низьким рівнем цивілізованості та культури значної частини російських солдатів, їх варварською поведінкою, жорстоким насиллям над місцевими жителями, безглуздим нищенням матеріальних та культурних цінностей.
Повне неприйняття місцевого населення викликала російська адміністрація. Намагання проводити політику тотальної русифікації, переслідування освіченої частини населення викликало обурення і недовіру. Місцеве населення також було вражене корумпованістю російської влади та низьким освітнім рівнем значної частини російських чиновників.
У результаті контактування з російськими військами та адміністрацією буковинці на власні очі побачили справжнє обличчя російського царату. Якщо в когось були ілюзії щодо імперії Романових, то тепер вони цілковито розвіялися. А разом із цим стали очевидними справжні наміри москвофілів. Фактично після Першої світової війни москвофільство у Буковині вже не змогло відродитися і перестало існувати як суспільно-політична течія.